# كاتاكورا كينكيتشي
كاتاكورا كينكيتشي (باليابانية: 片倉健吉) هو أرستقراطي ياباني، ولد في 18 أكتوبر 1870، وتوفي في 21 أكتوبر 1941.